# ایگوانای سبز
ایگوانای سبز (نام علمی: Iguana iguana) نام یک گونه از سرده ایگوانا است.